# Red Before Black
 (novembre 2017).
Si vous disposez d'ouvrages ou d'articles de référence ou si vous connaissez des sites web de qualité traitant du thème abordé ici, merci de compléter l'article en donnant les références utiles à sa vérifiabilité et en les liant à la section « Notes et références ».
Albums de Cannibal Corpse
A Skeletal Domain
(2014) Violence Unimagined
(2021)
Red Before Black est le quatorzième album de Cannibal Corpse sorti le 3 novembre 2017, produit par Erik Rutan et comporte, en édition limitée, un CD-bonus contenant toutes les reprises enregistrées par le groupe dans sa carrière, ce qui permet de constater que curieusement, jamais aucune reprise n'a été jouée ou enregistrée durant toute l'époque de Chris Barnes.

## Composition du groupe
- George Corpsegrinder Fisher : chant.
- Rob Barrett : guitare.
- Pat O'Brien : guitare.
- Alex Webster : basse.
- Paul Mazurkiewicz : batterie.

## Liste des chansons de l'album
1. Only One Will Die - 3:24.
2. Red Before Black - 3:12.
3. Code of the Slashers - 4:46.
4. Sheddin' My Human Skin - 3:29.
5. Remaimed - 4:14.
6. Firestorm Vengeance - 3:43.
7. Heads Shoveled Off - 3:37.
8. Corpus Delicti - 3:29.
9. Scavenger Consumin' Death - 4:33.
10. In the Midst of Ruin - 3:26.
11. Destroyed Without a Trace - 4:01.
12. Hiddeous Ichor - 4:34.

## Blood Covered
1. Sacrifice - 3:04 (Sacrifice).
2. Confessions - 2:55 (Possessed).
3. No Remorse - 6:16 (Metallica).
4. Demon's Night - 4:17 (Accept).
5. Bethany Home (A Place To Die) - 3:20 (The Accüsed).
6. Endless Pain - 3:11 (Kreator).
7. Behind Bars - 2:20 (Razor).